# Чивава са Беверли Хилса 3
Чивава са Беверли Хилса 3 (енгл. Beverly Hills Chihuahua 3) америчка је породична филмска комедија из 2012. године. Режирао га је Лев Спиро. У главним улогама су Одет Анабл, Логан Гроув, Емили Осмент и Џорџ Лопез. Филм прати животе чивава Клое и Папија, као и њихових пет штенади који живе у хотелу. То је последњи из серијала од три филма. Претходници су Чивава са Беверли Хилса и Чивава са Беверли Хилса 2.

## Радња
Након венчања Сема Кортеза (Маркус Колома) и Рајчел Ајше (Ерин Кејхил) чиваве Клое (глас Одет Анабл) и Папи (глас Џорџ Лопез) са својим штенадима селе се у раскошни хотел, али у псећем рају настају проблеми са Росом (глас Кеј Панабакер), најмањим чланом чопора, јер почиње да се осећа мањом и безначајнијом него икада. Осећа се изостављено из породице и ни по чему посебном. Папи треба да јој помогне да пронађе унутрашњу снагу, за коју се испоставља да је и већа него што су могли да замисле.

## Улоге
| Глумац               | Улога             |
| -------------------- | ----------------- |
| Одет Анабл (глас)    | Чивава Клое       |
| Џорџ Лопез (глас)    | Чивава Папи       |
| Логан Гроув (глас)   | Чивава Папи млађи |
| Емили Осмент (глас)  | Чивава Пеп        |
| Медисон Петис (глас) | Чивава Лала       |
| Кеј Панабакер (глас) | Чивава Роса       |
| Делејни Џоунс (глас) | Чивава Али        |
| Маркус Колома        | Сем Кортез        |
| Ерин Кејхил          | Рајчел Ајше       |
| Франсес Фишер        | Амелија Џејмс     |